# 第23回全国高等学校バスケットボール選抜優勝大会
第23回全国高等学校バスケットボール選抜優勝大会（だい23かい ぜんこくこうとうがっこうバスケットボールせんばつゆうしょうたいかい）は、1992年12月23日から29日まで7日間にわたって代々木第二体育館と東京体育館で行われた全国高等学校バスケットボール選抜優勝大会である。

## 出場校
| 都道府県 | 男子             | 男子           | 女子                       | 女子           |
| 都道府県 | 出場校           | 出場回数       | 出場校                     | 出場回数       |
| -------- | ---------------- | -------------- | -------------------------- | -------------- |
| 北海道   | 東海大学第四     | 9年連続18回目  | 札幌山の手                 | 4年連続11回目  |
| 青森県   | 青森南           | 初出場         | 弘前学院聖愛               | 2年連続2回目   |
| 岩手県   | 麻生一関         | 初出場         | 盛岡白百合学園             | 3年連続3回目   |
| 宮城県   | 仙台             | 6年連続6回目   | 明成                       | 初出場         |
| 秋田県   | 能代工業         | 23年連続23回目 | 秋田経済法科大学附属       | 3年連続9回目   |
| 山形県   | 日本大学山形     | 5年連続14回目  | 山形市立商業               | 3年連続3回目   |
| 福島県   | 福島工業         | 2年ぶり2回目   | 福島女子                   | 初出場         |
| 茨城県   | 土浦日本大学     | 19年連続21回目 | 日立女子                   | 8年連続14回目  |
| 栃木県   | 鹿沼東           | 3年連続4回目   | 小山城南                   | 7年連続8回目   |
| 群馬県   | 桐生             | 2年連続2回目   | 高崎商業                   | 3年連続3回目   |
| 埼玉県   | 東京農業大学第三 | 3年ぶり2回目   | 大宮東                     | 5年ぶり2回目   |
| 千葉県   | 東海大学付属浦安 | 4年連続9回目   | 昭和学院                   | 5年連続18回目  |
| 東京都1  | 京北             | 23年連続23回目 | 東亜学園                   | 3年連続11回目  |
| 東京都2  | 國學院大學久我山 | 3年ぶり5回目   | 明星学園                   | 3年ぶり11回目  |
| 神奈川県 | 湘南工科大学附属 | 8年連続20回目  | 富岡                       | 6年連続6回目   |
| 山梨県   | 日川             | 3年連続3回目   | 富士学苑                   | 初出場         |
| 長野県   | 東海大学第三     | 2年連続3回目   | 佐久                       | 3年連続3回目   |
| 新潟県   | 新潟工業         | 4年連続8回目   | 新津                       | 初出場         |
| 富山県   | 富山商業         | 2年ぶり2回目   | 藤園女子                   | 3年連続3回目   |
| 石川県   | 金沢             | 2年ぶり2回目   | 津幡                       | 初出場         |
| 福井県   | 北陸             | 14年連続15回目 | 足羽                       | 2年連続5回目   |
| 岐阜県   | 大垣工業         | 初出場         | 岐阜女子                   | 初出場         |
| 静岡県   | 興誠             | 4年ぶり9回目   | 常葉学園                   | 3年連続3回目   |
| 愛知県   | 愛知工業大学名電 | 5年連続15回目  | 名古屋短期大学付属         | 10年連続10回目 |
| 三重県   | 四日市工業       | 3年連続6回目   | 四日市四郷                 | 初出場         |
| 滋賀県   | 八幡工業         | 2年ぶり5回目   | 長浜商工                   | 10年ぶり5回目  |
| 京都府   | 洛南             | 8年連続18回目  | 鳥羽                       | 2年連続2回目   |
| 大阪府   | 初芝             | 3年連続11回目  | 薫英                       | 11年連続15回目 |
| 兵庫県   | 育英             | 2年連続7回目   | 甲子園学院                 | 11年連続13回目 |
| 奈良県   | 市立一条         | 初出場         | 市立高田商業               | 2年ぶり2回目   |
| 和歌山県 | 和歌山商業       | 初出場         | 和歌山信愛女子短期大学附属 | 2年ぶり2回目   |
| 鳥取県   | 鳥取東           | 2年連続2回目   | 鳥取東                     | 初出場         |
| 島根県   | 松江北           | 2年連続5回目   | 松江商業                   | 2年連続6回目   |
| 岡山県   | 岡山理科大学附属 | 4年連続6回目   | 倉敷翠松                   | 2年連続3回目   |
| 広島県   | 市立美鈴が丘     | 2年連続2回目   | 広島皆実                   | 初出場         |
| 山口県   | 山口             | 2年連続3回目   | 三田尻女子                 | 2年連続3回目   |
| 徳島県   | 城東             | 3年連続5回目   | 城北                       | 3年連続3回目   |
| 香川県   | 高松商業         | 2年ぶり9回目   | 高松東                     | 2年ぶり3回目   |
| 愛媛県   | 新田             | 4年連続7回目   | 新居浜商業                 | 2年連続6回目   |
| 高知県   | 高知工業         | 3年連続3回目   | 市立高知商業               | 2年ぶり4回目   |
| 福岡県   | 福岡大学附属大濠 | 6年連続19回目  | 中村学園女子               | 6年連続13回目  |
| 佐賀県   | 佐賀東           | 2年連続2回目   | 佐賀清和                   | 3年連続4回目   |
| 長崎県   | 長崎南山         | 11年ぶり2回目  | 純心女子                   | 5年ぶり2回目   |
| 熊本県   | 熊本工業         | 3年連続6回目   | 九州女学院                 | 2年ぶり3回目   |
| 大分県   | 大分雄城台       | 初出場         | 大分女子                   | 2年連続3回目   |
| 宮崎県   | 都城農業         | 2年ぶり2回目   | 小林                       | 3年連続10回目  |
| 鹿児島県 | 鹿児島中央       | 初出場         | 鹿児島女子                 | 3年連続13回目  |
| 沖縄県   | 北谷             | 2年ぶり2回目   | 豊見城南                   | 初出場         |

## 試合結果

### 男子
1回戦
- 鹿児島中央 61 - 60 高松商業
- 青森南 77 - 60 都城農業
- 東京農業大学第三 80 - 46 八幡工業
- 北陸 87 - 80 北谷
- 鹿沼東 105 - 90 富山商業
- 日本大学山形 66 - 64 育英
- 山口 79 - 60 市立一条
- 岡山理科大学附属 80 - 61 高知工業

- 國學院大學久我山 69 - 63 市立美鈴が丘
- 仙台 103 - 57 東海大学第三
- 湘南工科大学附属 89 - 69 大垣工業
- 福島工業 102 - 60 大分雄城台
- 福岡大学附属大濠 101 - 39 日川
- 新潟工業 96 - 57 佐賀東
- 東海大学第四 74 - 73 城東
- 金沢 129 - 57 和歌山商業

2回戦
- 興誠 80 - 56 日本大学山形
- 土浦日本大学 115 - 47 鹿児島中央
- 初芝 95 - 55 東京農業大学第三
- 京北 68 - 53 山口
- 福岡大学附属大濠 79 - 76 東海大学付属浦安
- 湘南工科大学附属 105 - 76 四日市工業
- 福島工業 78 - 61 鳥取東
- 桐生 67 - 59 岡山理科大学附属

- 能代工業 120 - 57 青森南
- 北陸 77 - 68 熊本工業
- 東海大学第四 82 - 46 松江北
- 洛南 85 - 63 鹿沼東
- 長崎南山 70 - 62 金沢
- 國學院大學久我山 92 - 64 新田
- 愛知工業大学名電 82 - 54 仙台
- 新潟工業 107 - 55 麻生一関

3回戦
- 土浦日本大学 71 - 55 興誠
- 初芝 75 - 64 桐生
- 國學院大學久我山 56 - 50 北陸
- 洛南 81 - 59 福島工業

- 福岡大学附属大濠 113 - 47 長崎南山
- 愛知工業大学名電 88 - 66 新潟工業
- 能代工業 91 - 75 京北
- 東海大学第四 81 - 80 湘南工科大学附属

準々決勝
- 土浦日本大学 86 - 79 東海大学第四
- 福岡大学附属大濠 86 - 55 初芝
- 能代工業 73 - 68 洛南
- 愛知工業大学名電 76 - 35 國學院大學久我山

準決勝
- 土浦日本大学 66 - 62 能代工業
- 愛知工業大学名電 69 - 55 福岡大学附属大濠

3位決定戦
- 能代工業 83 - 74 福岡大学附属大濠

決勝
- 愛知工業大学名電 72 - 69 土浦日本大学

### 女子
1回戦
- 四日市四郷 65 - 52 新津
- 岐阜女子 95 - 51 足羽
- 明成 66 - 56 札幌山の手
- 日立女子 91 - 67 鳥羽
- 富岡 74 - 48 和歌山信愛女子短期大学附属
- 小山城南 72 - 63 松江商業
- 薫英 91 - 41 福島女子
- 倉敷翠松 65 - 48 津幡

- 広島皆実 53 - 49 長浜商工
- 弘前学院聖愛 75 - 46 鳥取東
- 盛岡白百合学園 71 - 32 富士学苑
- 高崎商業 72 - 59 市立高田商業
- 九州女学院 61 - 31 市立高知商業
- 佐久 78 - 75 常葉学園
- 佐賀清和 93 - 71 山形市立商業
- 甲子園学院 72 - 51 鹿児島女子

2回戦
- 名古屋短期大学付属 87 - 25 四日市四郷
- 純心女子 64 - 49 広島皆実
- 秋田経済法科大学附属 56 - 51 岐阜女子
- 弘前学院聖愛 51 - 45 豊見城南
- 藤園女子 53 - 51 高崎商業
- 倉敷翠松 86 - 70 大分女子
- 富岡 64 - 58 城北
- 九州女学院 50 - 40 三田尻女子

- 明星学園 72 - 58 小山城南
- 中村学園女子 105 - 57 佐久
- 新居浜商業 52 - 45 甲子園学院
- 小林 80 - 71 日立女子
- 昭和学院 87 - 56 佐賀清和
- 大宮東 64 - 54 盛岡白百合学園
- 薫英 63 - 37 高松東
- 東亜学園 88 - 45 明成

3回戦
- 九州女学院 57 - 43 純心女子
- 明星学園 63 - 39 秋田経済法科大学附属
- 昭和学院 101 - 52 大宮東
- 小林 83 - 62 倉敷翠松

- 名古屋短期大学付属 55 - 39 富岡
- 中村学園女子 79 - 63 弘前学院聖愛
- 東亜学園 52 - 49 薫英
- 新居浜商業 83 - 22 藤園女子

準々決勝
- 名古屋短期大学付属 71 - 35 九州女学院
- 明星学園 46 - 43 中村学園女子
- 東亜学園 68 - 49 昭和学院
- 新居浜商業 52 - 46 小林

準決勝
- 名古屋短期大学付属 58 - 55 明星学園
- 東亜学園 60 - 56 新居浜商業

3位決定戦
- 新居浜商業 48 - 26 明星学園

決勝
- 名古屋短期大学付属 54 - 51 東亜学園（OT）

## 大会ベスト5
男子
- 塚原陽一 (愛知工業大学名電№5・3年)
- 成田幸司 (愛知工業大学名電№6・3年)
- 平岡富士貴 (土浦日本大学№4・3年)
- 斉藤勝一 (能代工業№4・3年)
- 伊藤義訓 (福岡大学附属大濠№9・2年)

女子
- 岡里明美 (名古屋短期大学付属№4・3年)
- 小池直美 (名古屋短期大学付属№7・3年)
- 大山妙子 (東亜学園№4・3年) ※21回、22回大会に続き3年連続3回目
- 高橋志奈 (新居浜商業№4・3年)
- 串原麻里 (明星学園№・3年)